# Colegiul Național din Iași
Colegiul Național din Iași este una din cele mai vechi și prestigioase instituții de învățământ din România. Este descendentul Gimnaziului Vasilian (1828) și al Academiei Mihăilene (1835), divizată în 1860 în Universitatea din Iași și prezentul colegiu. Denumit, începând cu 1864, Liceul Național, a funcționat în perioada 1948 - 1977 sub diferite denumiri dintre care cea mai cunoscută a fost Liceul „Mihail Sadoveanu”. În 1978 se revine la vechiul nume de Liceul Național, iar din 1998 școala ia numele de Colegiul Național din Iași.
Deviza liceului – statornicie și credință – caracterizează foarte bine instituția. Colegiul Național își sprijină renumele pe un trecut marcat de marii cărturari ai neamului care au vegheat la crearea României moderne, pe zecile de generații de absolvenți care s-au plasat în fruntea elitelor românești și pe promoțiile contemporane care au dus deja faima școlii lor în cele mai prestigioase instituții de învățământ din țară și străinătate. În 2021 și 2023 liceul a avut cea mai mare medie la examenul de bacalaureat din România, cu o rată de promovare de 100%.

## Istoric
Informații suplimentare: Academia Vasiliană
Istoria instituției începe la 23 ianuarie 1828, când Gheorghe Asachi înființează „Gimnaziul Vasilian“, prin completarea școlii primare de la Mănăstirea Trei Ierarhi cu clase gimnaziale, având ca limbă de predare româna. În ziarele vremii se scrie despre aceasta școală nou formată că reprezintă „garanția perpetuării și îmbunătățirii nivelului cultural al tinerilor vremii ce va să vină“.
Din „Gimnaziul Vasilian“ se dezvoltă „Academia Mihăileană“, la 20 martie 1834, prima instituție de învățământ superior din țară la acea vreme. Un rol important în înființarea acesteia îl au : Mihail Sturdza, domnitorul Moldovei (1834-1849), Gheorghe Asachi și Veniamin Costache, mitropolitul Moldovei.
La Academie vor funcționa trei facultăți: filosofie, drept, teologie și două cursuri extraordinare: geometrico-practic și economie rurală – și cursuri liceale ce completează învățământul gimnazial de la Trei Ierarhi. În 1841 Academia introduce cursuri de gimnastică și înot (ce au loc duminica după Liturghie și joia după-amiaza).
Academia Mihăileană funcționează în casa spătarului Petrache Cazimir, de lângă biserica Talpalari. Pentru extinderea Academiei, în 1837, se cumpără casele Voinescu, aflate peste drum, pe locul actualului Colegiu Național. Patru ani mai târziu, în 1841, prin strădania elevilor și dascălilor de la secția de inginerie și arhitectură a Academiei Mihăilene se construiește arcul de comunicare între cele două clădiri.
După înființarea, în 1860, a Universității din Iași, Academia Mihăileană va continua să funcționeze numai ca liceu cu șapte clase, sub denumirea de Colegiul Național. La 25 noiembrie 1864 apare Legea privind instrucțiunea publică, promulgată de Alexandru Ioan Cuza, domnitorul Principatelor Unite ale Moldovei și Țării Românești, Lege care prevede înființarea a șapte licee, între care și Liceul din Iași. În același an Colegiul își schimbă denumirea în Liceul Național. Colegiul Național este prima școală cu predare în limba română din Moldova, fiind și singura școală din spațiul românesc ce poartă încă din secolul al XIX-lea (perioada a regenerării neamului românesc) denumirea de „Național“; profesorul de istorie Dumitru C. Ciuta afirma că numele de „Național“ simbolizează „victoria deplină a limbii române în învățământ”.
În perioada interbelică (1918-1938) se înființează în cadrul liceului o stație radio și un cinematograf școlar (1923). Vizionările se făceau cu plată, dar pentru elevii săraci se aplica scutirea de plată. În aceeași perioadă, liceul se evidențiază și printr-o orchestră proprie, uniformă selectă și instruire militară.
La 7 noiembrie 1926 este instituit și sfințit noul drapel al Liceului Național, menit să-l înlocuiască pe cel vechi, din 1828, al Școlii Vasiliene și al Academiei Mihăilene. Drapelul conține pe o parte stema României din 1921 încadrată de o coroană deschisă, alcătuită din două ramuri de laur.  Aceasta este cantonată de patru coronițe din frunze de stejar (cu ghinde), având brodate în interior monograme și ani, marcând momente însemnate din istoria liceului. Pe partea cealaltă, drapelul conține în centru, într-un medalion de culoare mov-pal, înconjurat de o brodură aurie, simboluri ale știintelor studiate în școală: o torță aprinsă (simbolizând lumina învățăturii) încadrată de un glob pământesc și de bustul lui Homer, cel dintâi poet al Greciei antice, o hartă a lumii, mai multe cărți (în număr de șase), o călimară de brâu cu toc pentru pene, o bufniță ținând în gheare o pană de scris (simbolizând înțelepciunea).
În perioada 1948 - 1977 școala funcționează sub diferite denumiri (Liceul de Băieți Nr. 1, Liceul „Mihail Sadoveanu”, Liceul de matematică-fizică Nr.1 „Mihail Sadoveanu”). În 1978 se revine la vechiul nume de Liceul Național, iar din 1998 școala ia numele de Colegiul Național.
Între 21-25 ianuarie 1978 au loc festivitățile aniversare cu prilejul a 150 de ani de existență a primei școli din Moldova cu predare în limba română. La 21 ianuarie 1978, Liceului îi este acordat Ordinului „Meritul Cultural” – clasa I, pentru rezultatele deosebite obținute.
În 1990 liceul a revenit la profilul real/umanistic, asigurând studiul intensiv sau bilingv al limbilor străine, din inițiativa prof. Doina-Paula Spiță, director. În 2003 se finalizează lucrările de consolidare și renovare capitală a clădirii principale a școlii (Corpul A), începute în 1993.

## Arhitectura
În contextul modernizării școlii românești, vechea clădire a Colegiului Național este înlocuită de un nou edificiu, construit între anii 1890 și 1894, după planurile arhitectului Nicolae Gabrielescu. Ca urmare a promulgării, în 1898, a Legii Învățământului Secundar, liceul își definește profilul teoretic mixt, cuprinzând secțiunile reală și modernă – statut ce va persista până în ziua de azi. Creșterea exigențelor programului, ca și necesitatea preluării unui număr mare de elevi, au determinat, pe parcursul primei jumătăți a secolului al XX-lea, extinderi succesive ale vechii clădiri, liceul definindu-și configurația finală sub forma unui ansamblu compus din trei corpuri cu destinații specifice, dispuse conform unei zonificări funcționale prestabilite, adaptate formei și dimensiunilor terenului. Centrul de greutate al ansamblului îl reprezintă corpul sălilor de învățământ, rezolvat sub forma a patru aripi dispuse în jurul unei curți interioare, după modelul arhitecturii academice practicate în Europa Centrală și Apuseană, dar preluată la noi de majoritatea edificiilor reprezentative ale epocii. În cadrul acestei construcții majore, funcția de învățământ este completată de funcția administrativă, precum și de cea social-instructivă, reprezentată prin sala de festivități.
Emblemă a Colegiului Național, vechea clădire, construită la sfârșitul secolului al XIX-lea, continuă să aducă, prin persistența sa fizică și culturală, prestigiul binemeritat al liceului. Din punct de vedere arhitectural, clădirea se face remarcată în raport cu alte edificii de învățământ ale epocii, atât prin originalitatea rezolvării plastice a fațadelor, cât și prin abordarea extrem de „umană” a interiorului, prin gândirea spațiului la scara elevului, principal beneficiar al școlii.
Așezată pe limita amplasamentului, clădirea se dezvoltă de-a lungul străzii Arcu, susținând, din punct de vedere funcțional și urban, vecinătatea fostului edificiu al Academiei. Liceul își expune generos spre stradă o desfășurare impresionantă de volum, rezolvat într-o compoziție riguros simetrică, în spiritul legilor invariabile ale arhitecturii clasice.
Compoziția simetrică, retragerea în volum a corpului principal, centralitatea intrării constituie elemente majore în stabilirea raportului școală - stradă. Relația, aparent tensionată, între „public” și „privat” este ameliorată de spațiul de detență, obținut prin retragerea planului fațadei de acces în raport cu cele două aripi laterale. Se conturează, astfel, un spațiu exterior tip semiincintă, realizându-se atât protejarea, cât și definirea zonei de acces în raport cu zona publică. Volumul „îmbrățișează” spațiul exterior, comunicând cu el, iar școala îi primește călduros pe cei ce îi calcă treptele.
Fațadele sunt împărțite în ample registre orizontale, corespunzătoare diferitelor etaje, fiind ritmate de liniatura bine evidențiată, ce subliniază limitele de nivel: profilul ușor curb încununează soclul simplu, înalt; brâul median este compus dintr-un profil simplu, dar puternic reliefat, ce suprapune o succesiune de discuri decorative; orizontala cornișei este rezolvată sub forma unor panouri decorative, încadrate de mici colonete; același motiv îl regăsim în tratarea plastică a streșinii, ce apare ca o prelungire, în alt plan, a compoziției cornișei – în acest caz, colonetele de piatră își găsesc replica în dispunerea ritmată a frumoaselor console de lemn ale acoperișului.
Clădirea își afirmă, în plus, originalitatea prin paramentul din cărămidă aparentă, ce îmbracă suprafețe ample, delimitate de liniatura elementelor de piatră. Gândirea rațională a programului, mai ales originalitatea exprimării plastic volumetrice sunt atribute de bază, ce conferă edificiului un caracter de unicitate în sfera clădirilor reprezentative ale epocii. Valoarea acestui monument al patrimoniului național sporește prin integrarea și persistența sa culturală de-a lungul etapelor de evoluție istorică și prin identitatea sa, ca prezență urbană specifică, oferind o imagine unică în ansamblul clădirilor istorice ale municipiului Iași.
Clădirea în care se află Colegiul Național din Iași este înscrisă pe Lista monumentelor istorice, având codul  IS-II-m-B-03705.

## Personalități
De-a lungul veacurilor, prin băncile sau pe la catedrele Naționalului s-au perindat multe generații strălucite, multe mari personalități, printre care Nicolae Iorga, Mihail Sadoveanu, Ionel Teodoreanu, Nicolae Labiș, Gheorghe Asachi, Alexandru Philippide, Grigore T. Popa, Petru Poni.
În holul central sunt expuse plăci de marmură conținând nume de prestigiu – profesori ai Academiei Mihăilene și ai Colegiului Național.
Galeria personalităților, situată la etajul I, corpul A, conține portrete ale unor mari oameni (unii absolvenți ai liceului) și citate reprezentative; picturi realizate de Gh. Savin, Dana Călcâi. Printre aceștia amintim : M. Kogălniceanu, Vasile Conta, Nicolae Iorga, G. Ibrăileanu, Cezar Petrescu, P. Poni și alții.